# Сентер (Міссурі)
Сентер (англ. Center) — місто (англ. city) в США, в окрузі Роллс штату Міссурі. Населення — 528 осіб (2020).

## Географія
Сентер розташований за координатами 39°30′34″ пн. ш. 91°31′45″ зх. д. / 39.50944° пн. ш. 91.52917° зх. д. (39.509557, -91.529148).  За даними Бюро перепису населення США в 2010 році місто мало площу 1,03 км², уся площа — суходіл.

## Демографія
Згідно з переписом 2010 року, у місті мешкало 508 осіб у 209 домогосподарствах у складі 129 родин. Густота населення становила 494 особи/км².  Було 270 помешкань (263/км²).
Расовий склад населення:
| - 95,7 % — білих - 1,4 % — чорних або афроамериканців - 1,2 % — азіатів - 0,2 % — вихідців з тихоокеанських островів |

До двох чи більше рас належало 1,4 %. Частка іспаномовних становила 1,0 % від усіх жителів.
За віковим діапазоном населення розподілялося таким чином: 22,6 % — особи молодші 18 років, 53,0 % — особи у віці 18—64 років, 24,4 % — особи у віці 65 років та старші. Медіана віку мешканця становила 44,3 року. На 100 осіб жіночої статі у місті припадало 88,8 чоловіків;  на 100 жінок у віці від 18 років та старших — 83,6 чоловіків також старших 18 років.
Середній дохід на одне домашнє господарство  становив 40 867 доларів США (медіана — 29 000), а середній дохід на одну сім'ю — 57 186 доларів (медіана — 57 679). За межею бідності перебувало 18,7 % осіб, у тому числі 38,7 % дітей у віці до 18 років та 16,7 % осіб у віці 65 років та старших.
Цивільне працевлаштоване населення становило 154 особи. Основні галузі зайнятості: освіта, охорона здоров'я та соціальна допомога — 26,0 %, роздрібна торгівля — 19,5 %, науковці, спеціалісти, менеджери — 10,4 %, виробництво — 9,7 %.